# Васа Ешкићевић
Василије Васа Ешкићевић (Ириг, 1/13. јануар 1867 — Нови Сад, 21. јануар/3. фебруар 1933) био је српски сликар и наставник цртања.

## Биографија
Рођен је у Иригу, 1/13. јануара 1867. године, од оца Косте ратара и мајке Љубе рођ. Лазић из Буковца. Основну школу је завршио у родном месту, учио је берберски занат, али га је напустио због уметности.
После тога је отишао у Беч и уписао једну приватну сликарску школу. У Бечу је похађао и вечерњи курс цртања при Академији ликовних уметности. После три године школовања у Бечу отишао је у Русију где је завршио петоразредну уметничку школу, као питомац руске државе. После те школе похађао је још три године приватни институт кнегиње Тенишове у Петрограду под вођством чувеног руског реалисте Иље Рјепина, а 1900. године примљен је као Рјепинов ђак у Императорску академију уметности, коју је завршио 1908. добивши диплому за конкурсну слику „Забајкалски козаци у манџурским кланцима“. До Првог светског рата остао је у Русији као наставник цртања и излагао у Москви и Петрограду.
Кад је почео Први светски рат дошао је у Србију и постао добровољац, ратни сликар Прве српске армије. Као добровољац у војсци је провео пет година и прошао голготу Албаније, боравак на Крфу и пробој Солунског фронта. После тога се вратио у Ириг. Недуго затим прешао је у Нови Сад, у коме је наставио да живи све до смрти, 1933. године.
Највећи део његових старијих слика остао је у Петрограду. Осим слика које се налазе у Русији, опус му сачињавају углавном портрети ратника, сцене и положаји из рата и, ређе, пејзажи. Радио је у стилу академског реализма. Према новијим ставовима ликовне критике, у његовим делима има елемената експресионизма.
Бавио се и књижевним радом и превођењем. Био је члан књижевног одељења Матице српске. Песме, чланке и преводе објављивао је у „Отаџбини“ (1892), „Лучи“ (1896—99), „Бранику“ (1898-99 и 1904), „Србадији“ (1923—24), „Северној Србији“ (1925—26). Његова аутобиографија, скице и остали рукописи чувају се у Рукописном одељењу Матице српске.
Његова породица је највреднији део уметничке заоставштине поклонила Галерији Српске читаонице и књижнице у Иригу. Највећи приватни колекционар његових слика са мотивима из Првог светског рата био је Жељко Ражнатовић Аркан.
Умро је у Новом Саду, 21. јануара/2. фебруара 1933. године.

## Галерија
- Излазак српске војске на море, 1916.
- Терме императора Диоклецијана у Риму, 1916.
- Село Бач на Црној реци, 1916.
- Из Македоније, 1917.
- Парк Боргезе, 1919.
- Грунишки вис, 1920.